# Batis (oiseau)
Pour les articles homonymes, voir Batis (homonymie).
Genre
Batis est un genre de passereaux de la famille des  Platysteiridés.

## Répartition géographique
Les espèces du genre Batis se rencontrent en Afrique subsaharienne,.

## Liste des espèces
Selon la classification de référence du Congrès ornithologique international (version 14.1, 2024) :
- Batis diops Jackson, 1905 — Pririt du Ruwenzori
- Batis margaritae Boulton, 1934 — Pririt de Boulton
- Batis mixta (Shelley, 1889) — Pririt à queue courte
- Batis reichenowi Grote, 1911 — Pririt de Reichenow
- Batis crypta Fjeldså, Bowie & Kiure, 2006 — Pririt obscur
- Batis dimorpha (Shelley, 1893) — Pririt du Malawi
- Batis capensis (Linnaeus, 1766) — Pririt du Cap
- Batis fratrum (Shelley, 1900) — Pririt de Woodward
- Batis molitor (Küster, 1836) — Pririt molitor
- Batis senegalensis (Linnaeus, 1766) — Pririt du Sénégal
- Batis orientalis (Heuglin, 1870) — Pririt à tête grise
- Batis soror Reichenow, 1903 — Pririt pâle
- Batis pririt (Vieillot, 1818) — Pririt de Vieillot
- Batis minor Erlanger, 1901 — Pririt à joues noires
- Batis erlangeri Neumann, 1907 — Pririt d'Erlanger
- Batis perkeo Neumann, 1907 — Pririt pygmée
- Batis minulla (Barboza du Bocage, 1874) — Pririt d'Angola
- Batis minima (Verreaux, J & Verreaux, E, 1855) — Pririt de Verreaux
- Batis ituriensis Chapin, 1921 — Pririt de l'Ituri
- Batis occulta Lawson, 1984 — Pririt de Lawson
- Batis poensis Alexander, 1903 — Pririt de Fernando Po

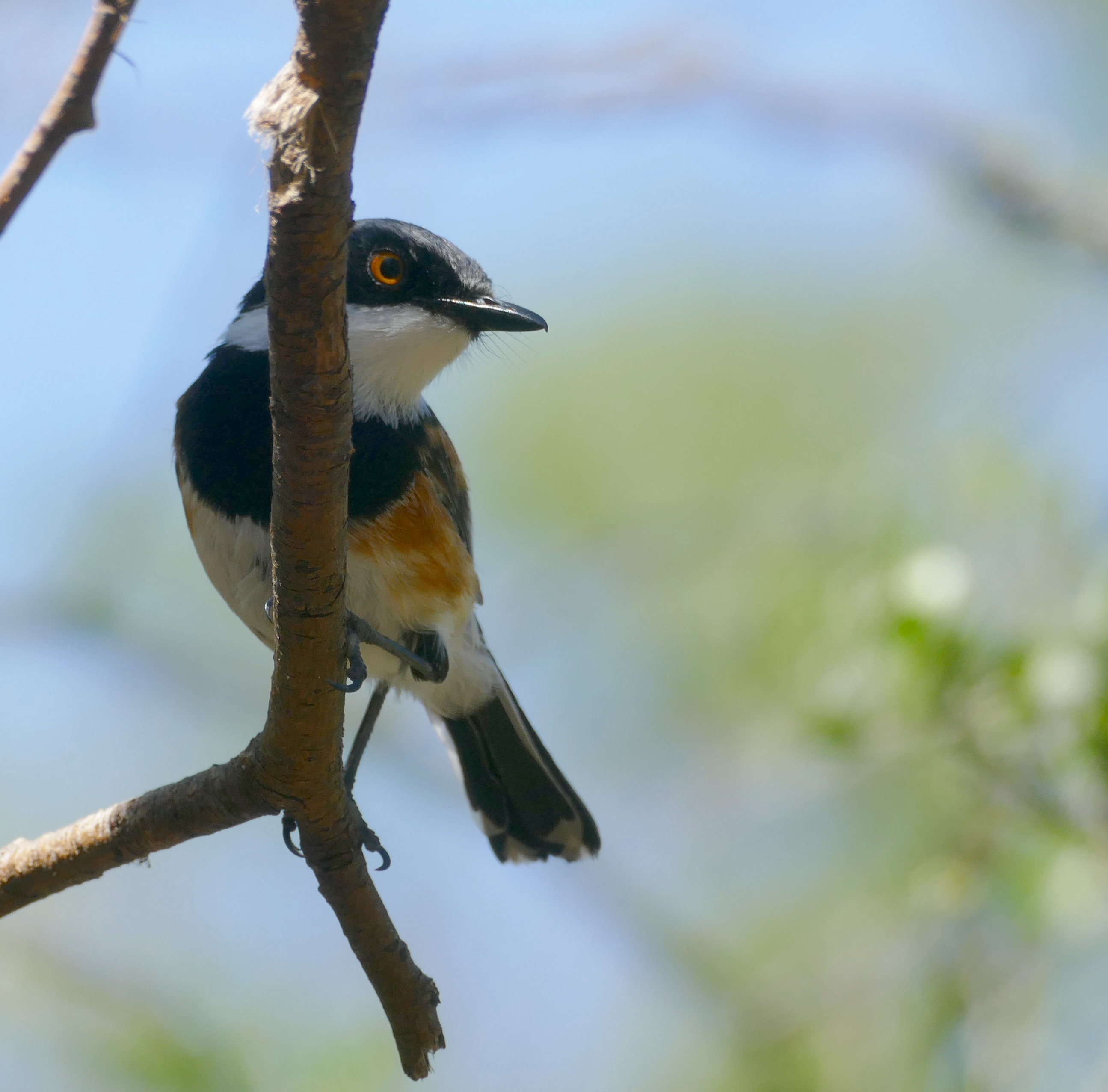
Batis capensis
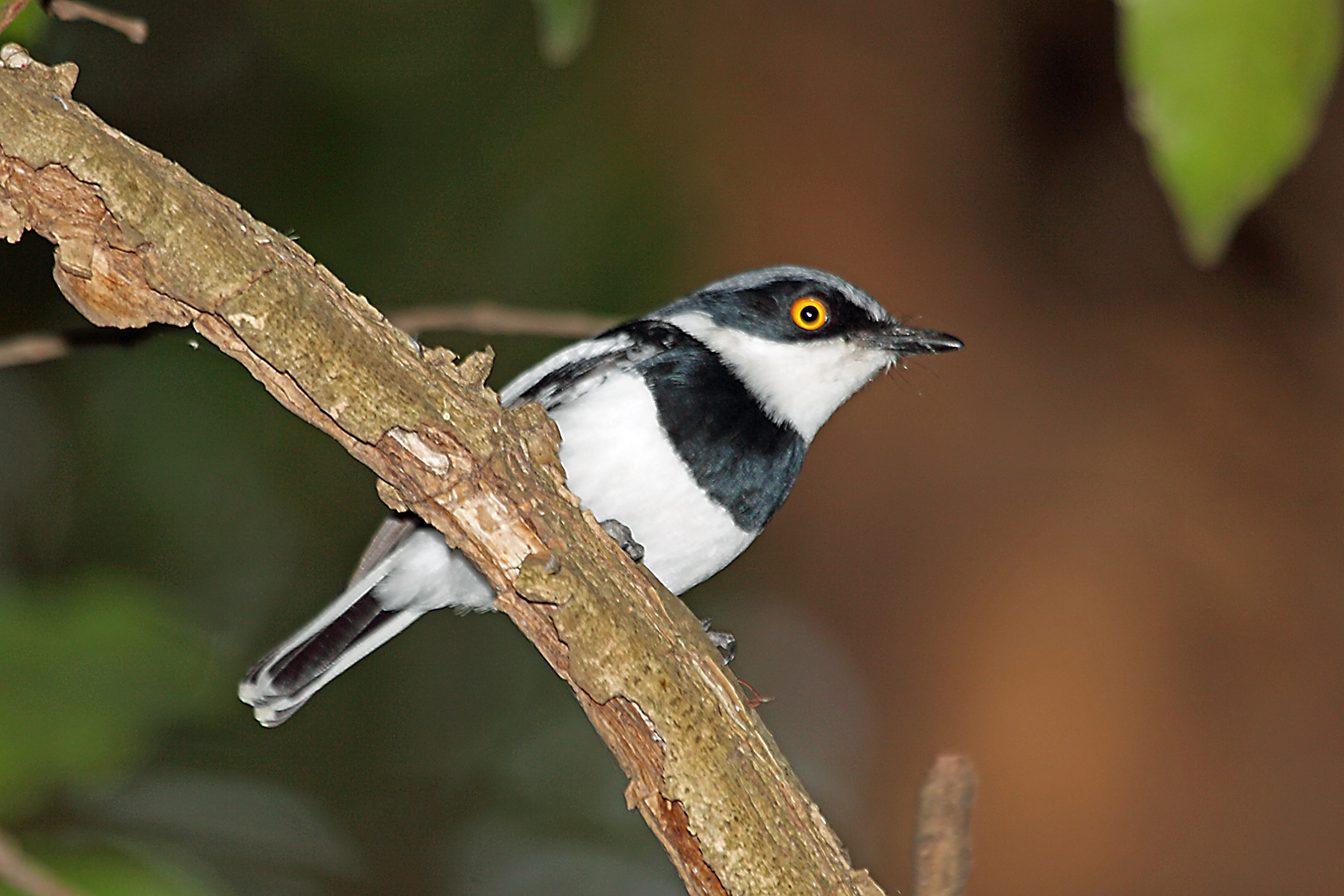
Batis margaritae
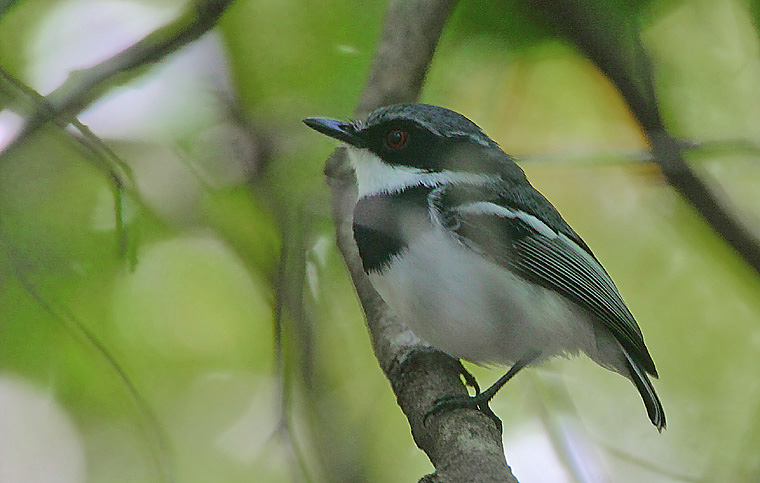
Batis mixta
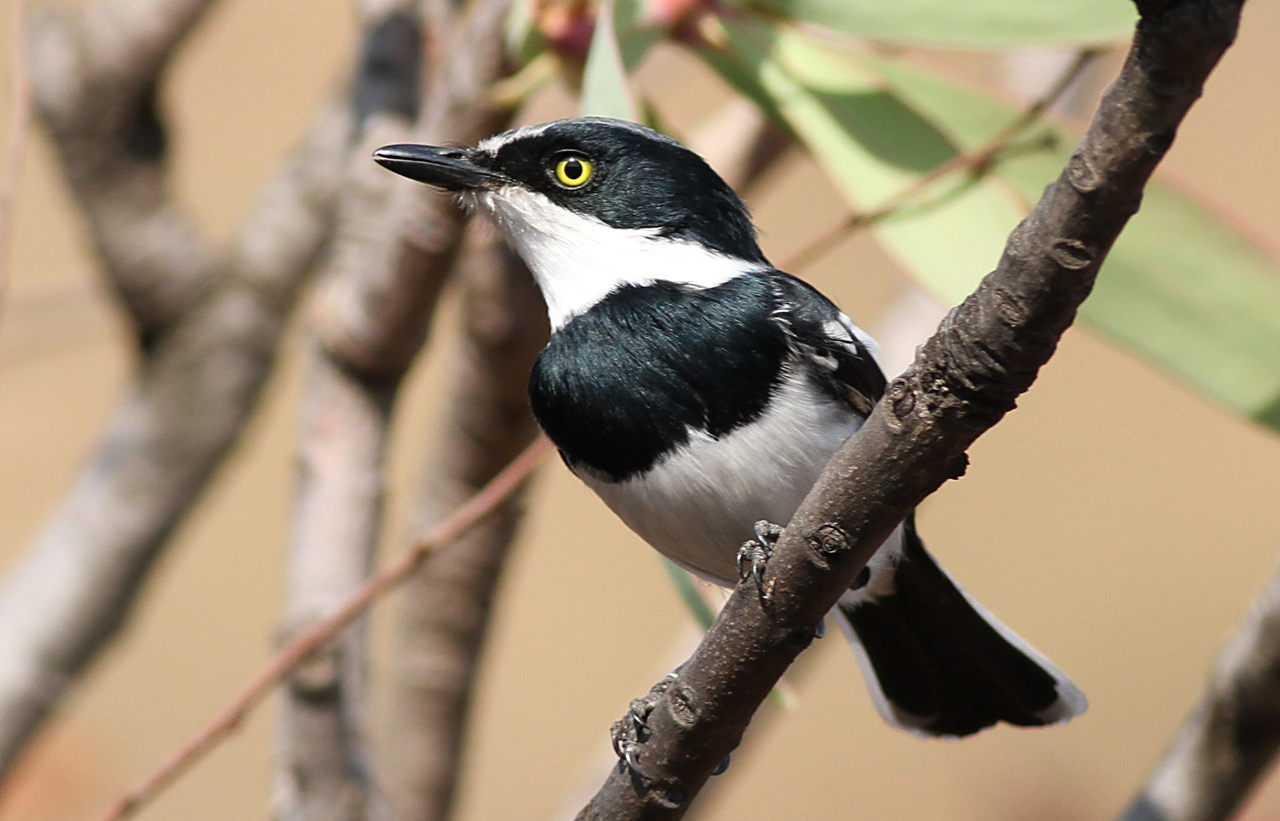
Batis molitor
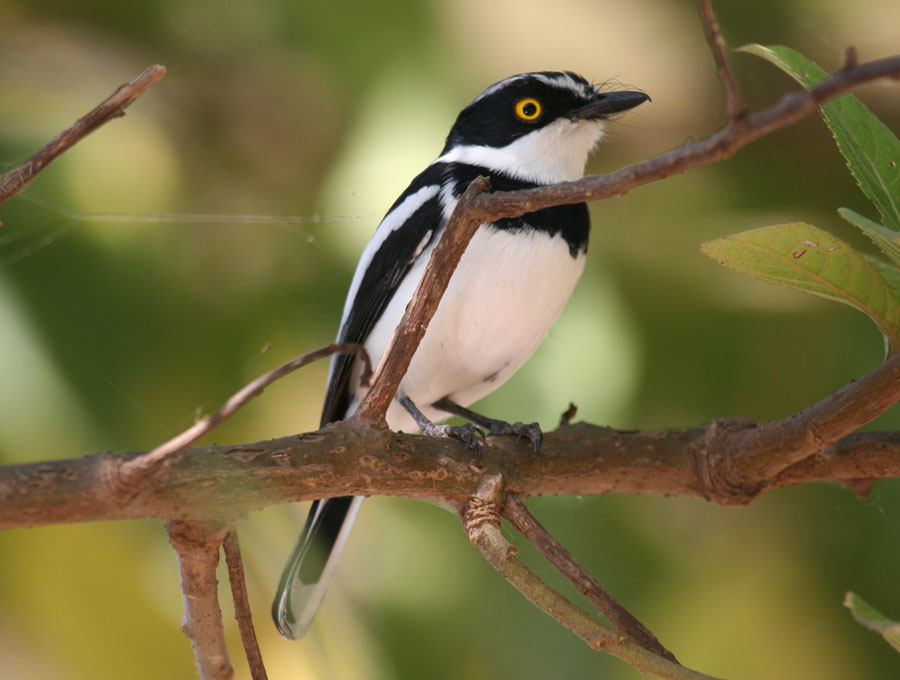
Batis orientalis
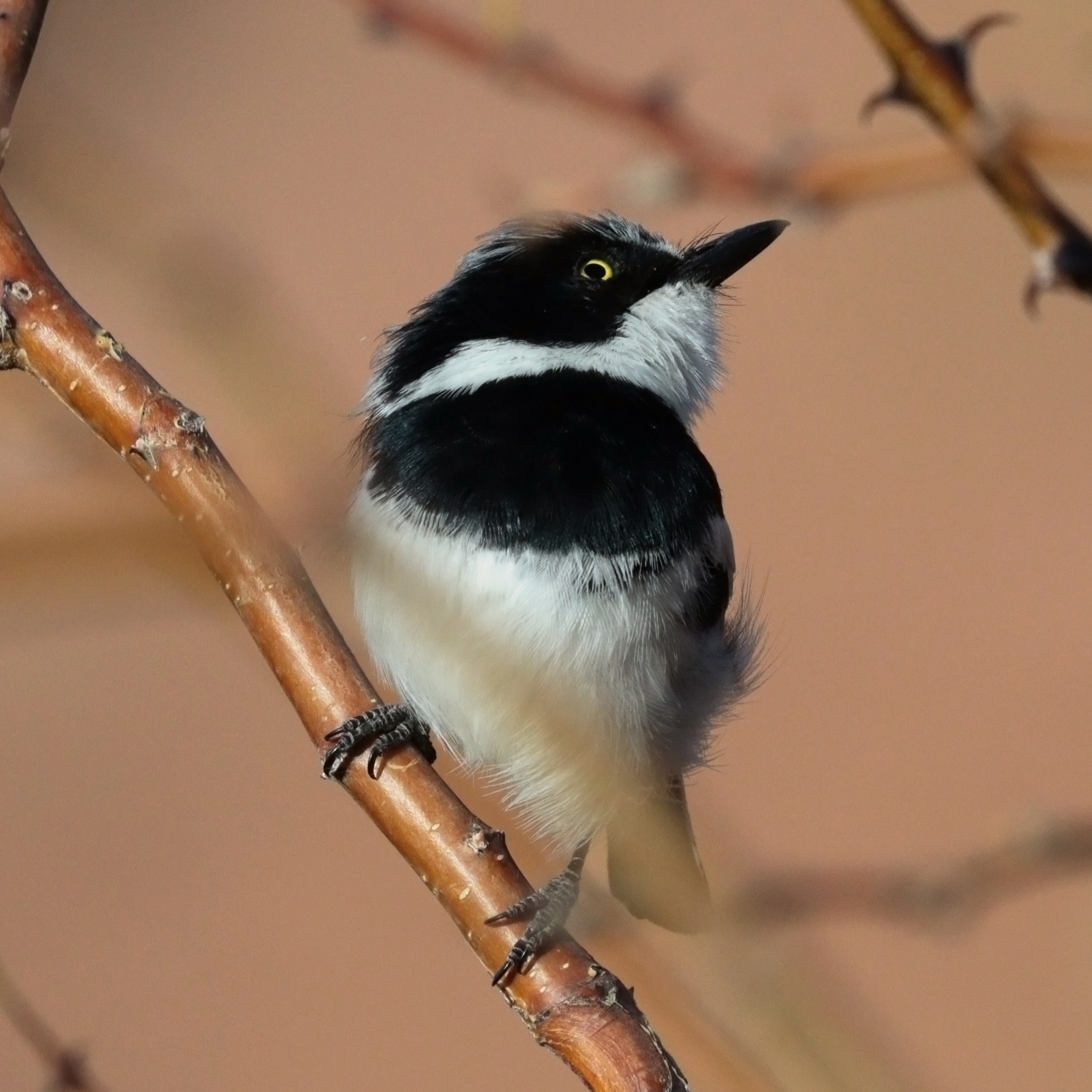
Batis pririt
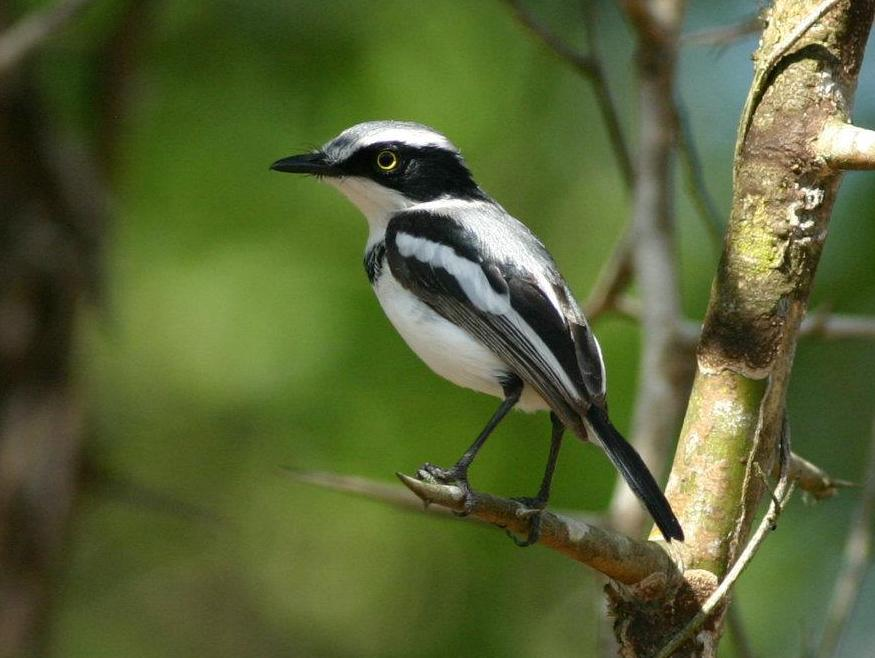
Batis soror

## Habitat
Les espèces du genre Batis se répartissent en deux groupes, un groupe d'espèces forestières (capensis, mixta, reichenowi, crypta, margaritae, diops, minima, ituriensis, fratrum, minulla, occulta et poensis), et un groupe d'espèces de savane (molitor, pririt, soror, orientalis, minor, perkeo et senegalensis).

## Publication originale
- Boie, F. 1833. Fernere Vemertungen über Classification der Vögel. Isis von Oken, 26: 876-884 [880]. (BHL - Batis p. 880)